# Samorząd Regionu Nachal Sorek
Samorząd Regionu Nachal Sorek (hebr. מועצה אזורית נחל שורק) – samorząd regionu położony w Dystrykcie Centralnym, w Izraelu. Władze administracyjne znajdują się w wiosce Jad Binjamin.

## Osiedla
Samorządowi podlega 1 kibuc, 3 moszawy i 1 wioska.

### Kibuce
- Chafec Chajjim

### Moszawy
| - Bet Chilkijja - Bene Re’em | - Jesodot |

### Wioski
- Jad Binjamin